# 814年
| 千纪： | 1千纪                                                                                           |
| 世纪： | 8世纪 \| 9世纪 \| 10世纪                                                                        |
| 年代： | 780年代 \| 790年代 \| 800年代 \| 810年代 \| 820年代 \| 830年代 \| 840年代                       |
| 年份： | 809年 \| 810年 \| 811年 \| 812年 \| 813年 \| 814年 \| 815年 \| 816年 \| 817年 \| 818年 \| 819年 |
| 纪年： | 甲午年（马年）；唐元和九年；南诏龙兴五年；日本弘仁五年；渤海国朱雀二年                          |

## 大事记
- 淮西節度使吳少陽死，其子吳元濟割據申、光、蔡三州叛乱。
- 查理曼卒，由其幼子虔誠者路易繼位（其他二位嫡子早逝）。

## 逝世
- 孟郊，唐朝诗人（751年出生，63岁）
- 李吉甫，唐朝地理学家（758年出生，56岁）
- 1月28日——查理大帝，法兰克王国国王（742年出生，72岁）
- 9月29日——吳少陽，唐代申蔡節度使。